# Keith Hackney
Keith Hackney (Roselles, 15 aprile 1958) è un ex lottatore di arti marziali miste statunitense.

## Carriera
Ha partecipato in due tornei dell'UFC. Conosciuto anche come "The Giant Killer", sconfisse il lottatore di sumo Emmanuel Yarborough nei quarti di finale dell'UFC 3, ma non poté accedere alle semifinali a causa di un infortunio. Dopo quest'incontro, prese appunto il suo soprannome, in quanto l'avversario sconfitto era alto 2,03m e pesava oltre 270 kg (quindi aveva 23cm e oltre 180 kg in più rispetto a Keith). Nell'UFC 4 sconfisse Joe Son, per poi essere battuto in semifinale da Royce Gracie. Per finire fu sconfitto da  Marco Ruas nell'Ultimate Ultimate 1995.